# Фукче
Фукче — одна из приграничных баз ВВС Индии, построенная в 1962 году во время Китайско-Индийской войны.

## Местонахождения
Находится примерно в 2,5 км от линии фактического контроля между Индией и КНР, в Ладакхе, Индия, расположен на 32° 56' 15 северной широты и 79° 12' 48 восточной долготы.

## История
База была заброшена после войны 1962 года.
Но была вновь открыта 4 ноября 2008 года ВВС Индии, и Ан-32 снова стали приземляться здесь.

## Оборудование
В настоящее время на реконструкции. Посадка/стоянка истребителей или больших транспортных самолётов в настоящее время затруднена.